# FC Seoul
FC Seoul (kor. FC 서울), klub piłkarski z Korei Południowej, z miasta Seul, występujący w K League 1 (1. liga).
Klub jest sześciokrotnym mistrzem Korei Południowej oraz dwukrotnym zdobywcą Pucharu Korei Południowej.

## Sukcesy

### Domowe
- K League 1
  - mistrzostwo (6): 1985, 1990, 2000, 2010, 2012, 2016
  - wicemistrzostwo (5): 1986, 1989, 1993, 2001, 2008
- Puchar Korei Południowej
  - zwycięstwo (2): 1998, 2015
  - finał (2): 2014, 2016
- Puchar Ligi
  - zwycięstwo (2): 2006, 2010
  - finał (4): 1992, 1994, 1999, 2007
- Superpuchar Korei Południowej
  - zwycięstwo (1): 2001
  - finał (1): 1999

### Międzynarodowe
- Liga Mistrzów
  - finał (2): 2001/2002, 2013

## Stadion
Domowe mecze klub rozgrywa na stadionie Seul World Cup Stadium, który może pomieścić 68476 widzów.

## Skład na sezon 2018
| Nr | Poz. | Piłkarz             |
| -- | ---- | ------------------- |
| 1  | BR   | Yoo Hyun            |
| 2  | OB   | Hwang Hyun-soo      |
| 3  | OB   | Lee Woong-hee       |
| 4  | OB   | Kim Dong-woo        |
| 6  | PO   | Kim Sung-joon       |
| 8  | PO   | Shin Jin-ho         |
| 9  | NA   | Anderson Lopes      |
| 10 | NA   | Park Chu-young      |
| 11 | NA   | Evandro             |
| 13 | PO   | Go Yo-han (kapitan) |
| 14 | PO   | Kim Han-gil         |
| 15 | PO   | Kim Won-sik         |
| 16 | PO   | Ha Dae-sung         |
| 17 | OB   | Shin Kwang-hoon     |
| 18 | OB   | Yun Suk-young       |
| 19 | OB   | Sim Sang-min        |
| 20 | OB   | Park Jun-yeong      |
| 21 | BR   | Yang Han-been       |
| 22 | PO   | Yoon Seung-won      |
| 24 | NA   | Jung Hyun-cheol     |

| Nr | Poz. | Piłkarz        |
| -- | ---- | -------------- |
| 25 | OB   | Pak Min-gyu    |
| 26 | OB   | Kim Nam-chun   |
| 27 | PO   | Shin Seong-jae |
| 28 | PO   | Hwang Ki-wook  |
| 29 | NA   | Park Hee-seong |
| 30 | BR   | Jeong Jin-wook |
| 31 | BR   | Son Moo-been   |
| 32 | NA   | Cho Young-wook |
| 36 | NA   | Park Sung-min  |
| 37 | PO   | Song Jin-hyung |
| 38 | OB   | Yoon Jong-gyu  |
| 40 | OB   | Kim Won-gun    |
| 41 | BR   | Yu Sang-hun    |
| 47 | NA   | Kim Woo-hong   |
| 50 | OB   | Park Dong-jin  |
| 55 | PO   | Kwak Tae-hwi   |
| 72 | PO   | Jung Won-jin   |
| 77 | NA   | Yun Ju-tae     |
| 99 | NA   | Bojan Matić    |